# Hyundai Heavy Industries
Hyundai Heavy Industries (HHI), «Хёндэ Хэви Индастриз» — южнокорейская судостроительная компания, является крупнейшей в мире.

## История
Судостроительное подразделение группы Hyundai было основано в марте 1972 года в Ульсане. В 1974 году было завершено строительство первых двух танкеров для Джорджа Ливаноса; танкеры строились одновременно с верфью. В 1975 году была построена ещё одна верфь, Hyundai Mipo Dockyard. В 1986 году на верфи компании был построен крупнейший в мире балкер Berge Stahl. В 1999 году Hyundai Heavy Industries разместила свои акции на Корейской фондовой бирже, а в 2002 году отделилась от группы Hyundai. В 2010 году была открыта новая верфь в Кунсане, в 2017 году её пришлось закрыть из-за нехватки заказов. В 2014 году был построен крупнейший в мире контейнеровоз (19 тыс. TEU) MV CSCL Globe с самым большим в мире двигателем. С 2015 года компания начала массово сокращать рабочих, основной причиной кризиса был рост конкуренции со стороны китайских судостроителей. В 2017 году были проданы подразделения электрического и промышленного оборудования и робототехники. В 2019 году была создана холдинговая компания Korea Shipbuilding & Offshore Engineering, управляющая тремя судостроительным компаниями группы Hyundai: Hyundai Heavy Industries, Hyundai Samho Heavy Industries и Hyundai Mipo Dockyard.

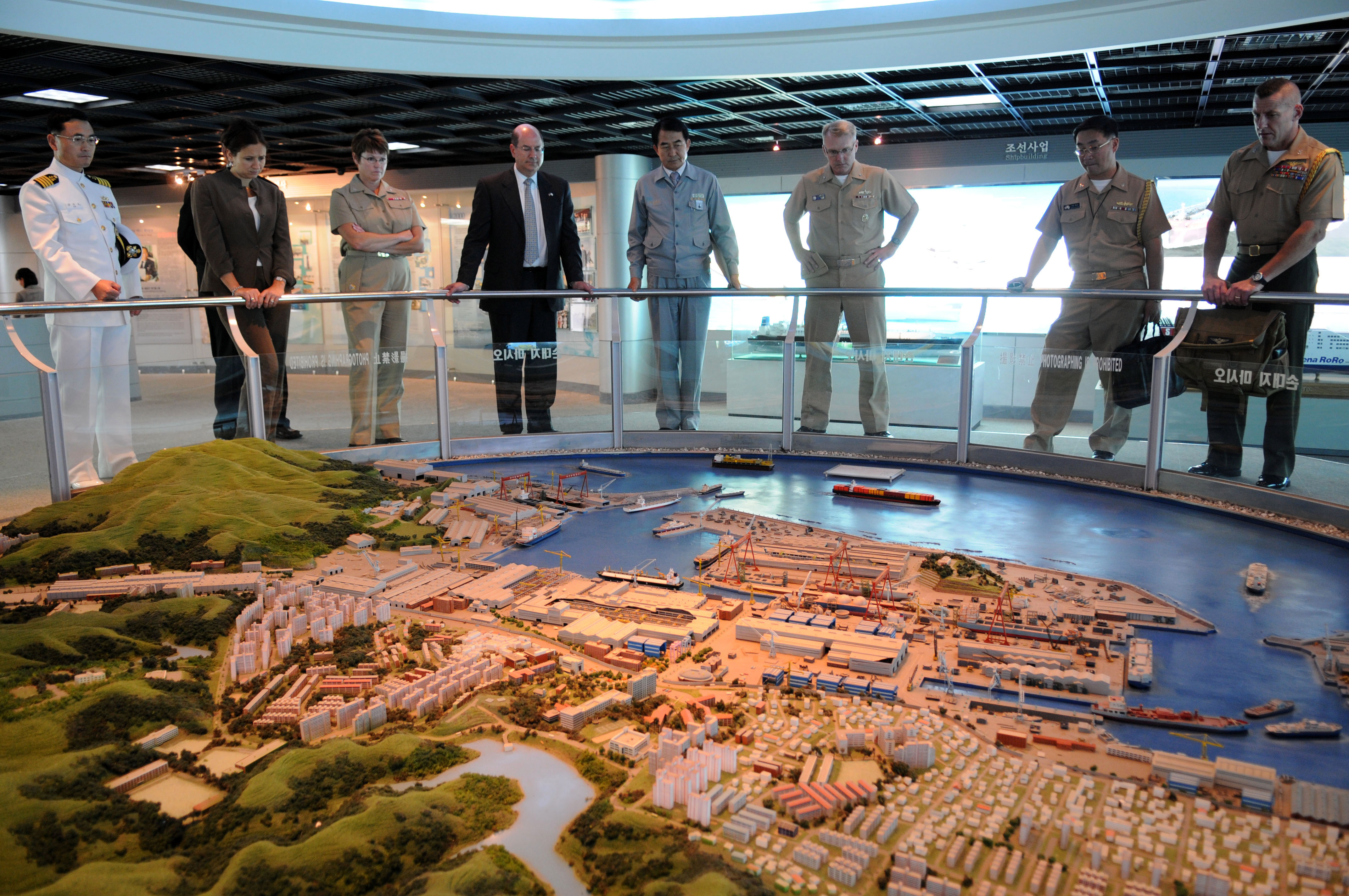
Макет производственных зданий компании

## Деятельность
Подразделения компании:
- Судостроение — производство контейнеровозов, танкеров (в том числе для сжиженного газа);
- Океанические предприятия — производство морских платформ для бурения, нефтегазодобычи, плавучих заводов, платформ для морских стартов ракетоносителей;
- Военные и специализированные суда — производство крейсеров, эсминцев фрегатов, патрульных судов, подводных лодок;
- Двигатели — производство двигателей для морских судов, занимает 35 % мирового рынка двухтактных двигателей.

Производственной базой судостроения компании является крупнейшая в мире верфь Hyundai’s Ulsan shipyard. Верфь занимает территорию 7,2 млн м² с 9 сухими доками длиной от 170 до 672 метров.
По состоянию на 2022 год было построено более 2200 судов для 340 различных судовладельцев из 50 стран. Считается крупнейшей судостроительной компанией с 1983 года.
Основная продукция подразделения — танкеры для перевозки нефти, нефтепродуктов и химикатов, сухогрузы, танкеры для перевозки продуктов нефтепереработки, контейнеровозы, суда для перевозки автомобилей, сжиженного природного газа, плавучие системы нефтедобычи, буровые суда, суда особого назначения, эсминцы и подлодки.
Помимо подразделения судостроения Hyundai Heavy Industries, группа компаний Hyundai Heavy Industries Group, в которую входит Hyundai Heavy Industries, владеет ещё тремя заводами:
- Hyundai Samho Heavy Industries
- Hyundai Mipo Dockyard
- Hyundai Gunsan

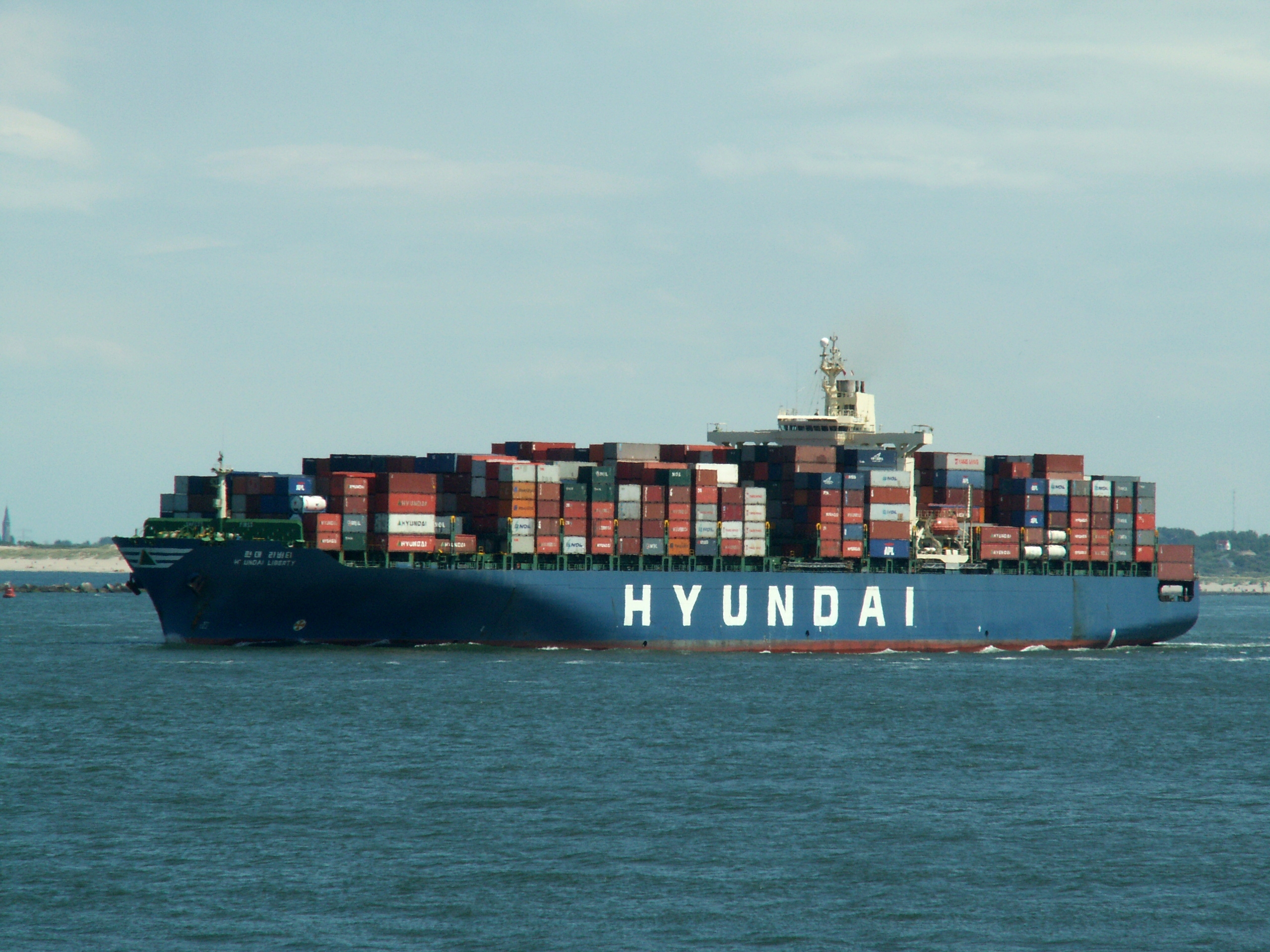
Контейнеровоз Hyundai Liberty (IMO 9110389), построенный HHI в 1996 году
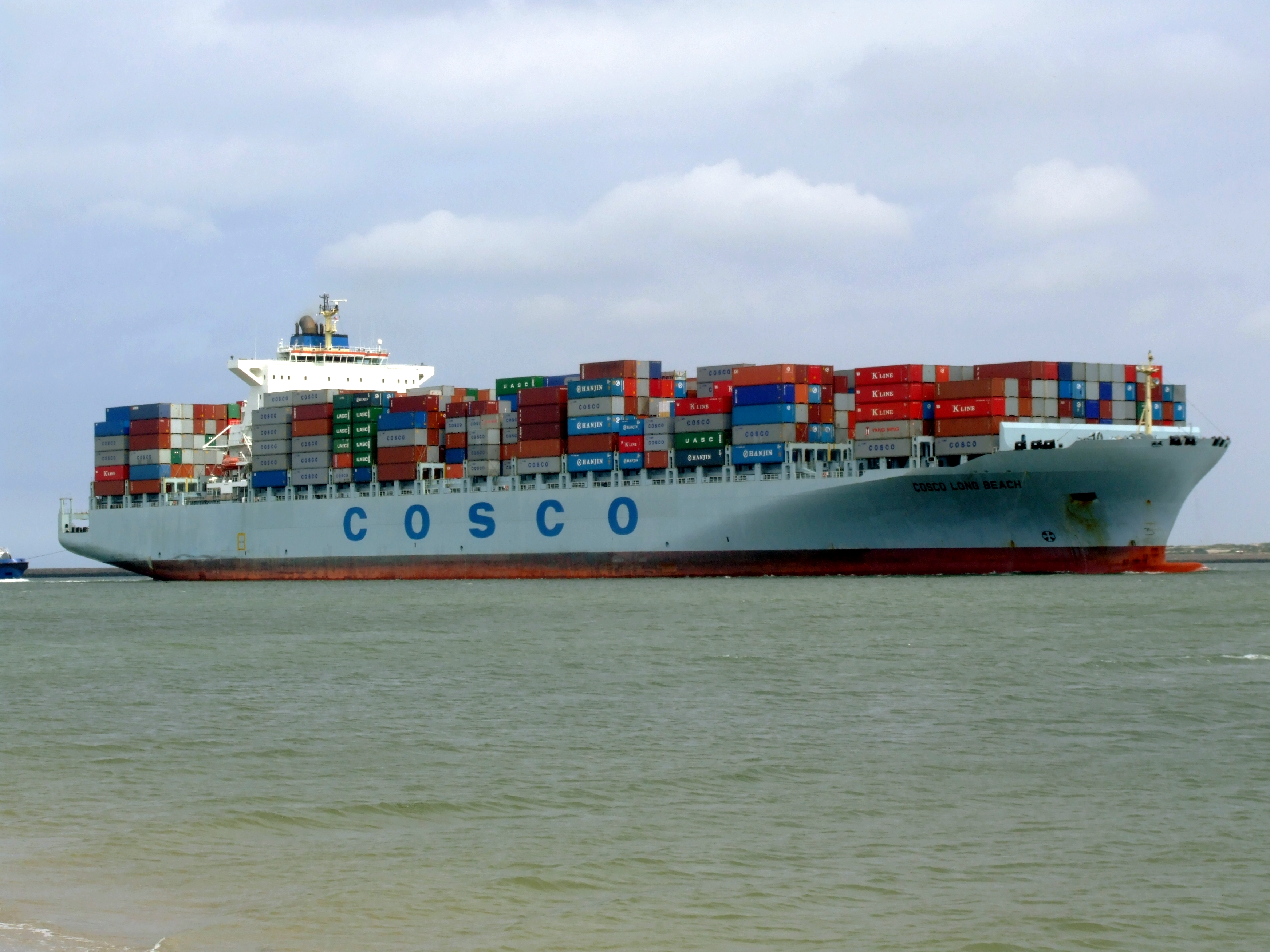
Контейнеровоз COSCO Long Beach (IMO 9285677), построенный HHI в 2004 году
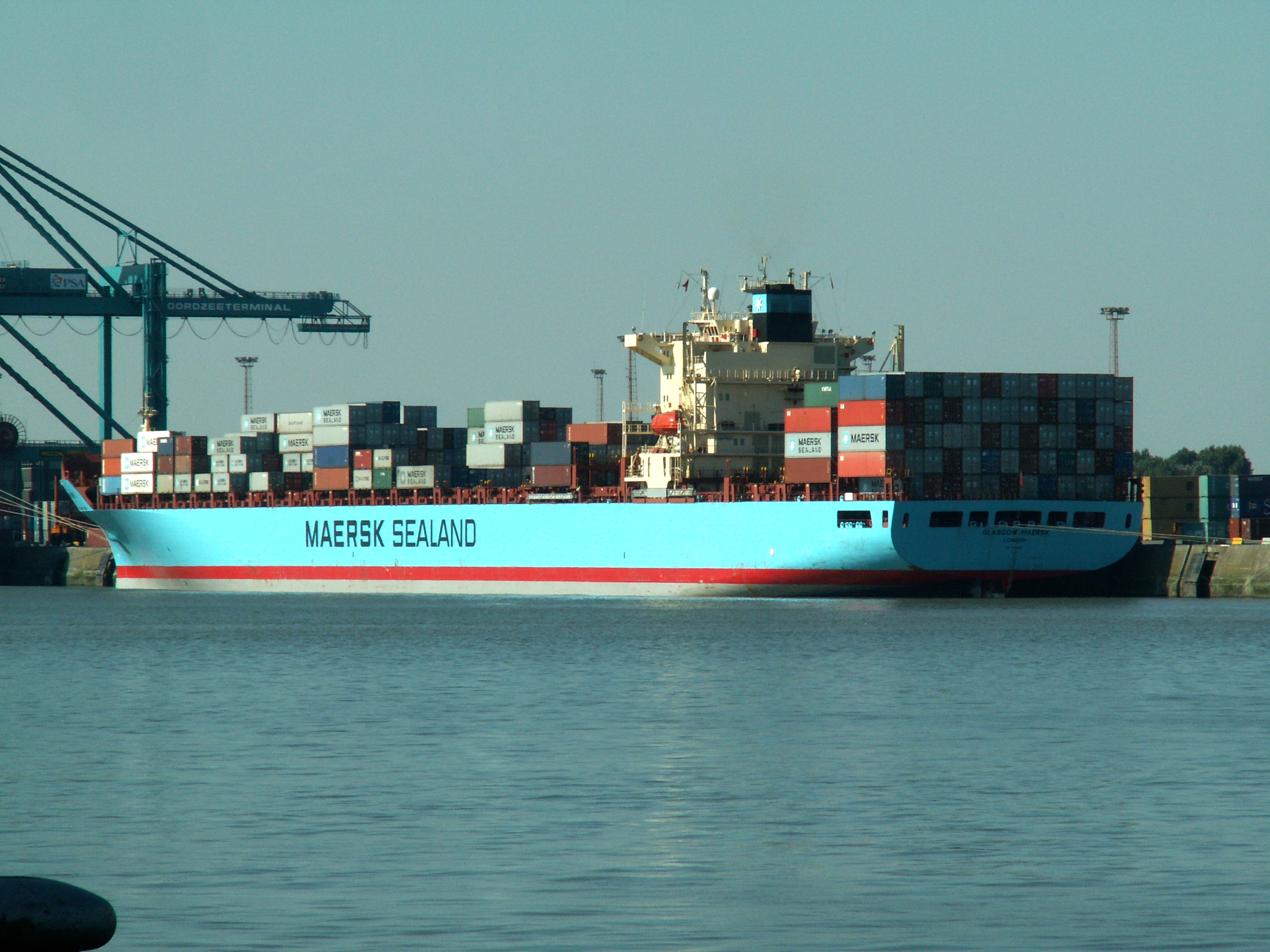
Контейнеровоз Glasgow Maersk (IMO 9193240), построенный HHI в 1999 году
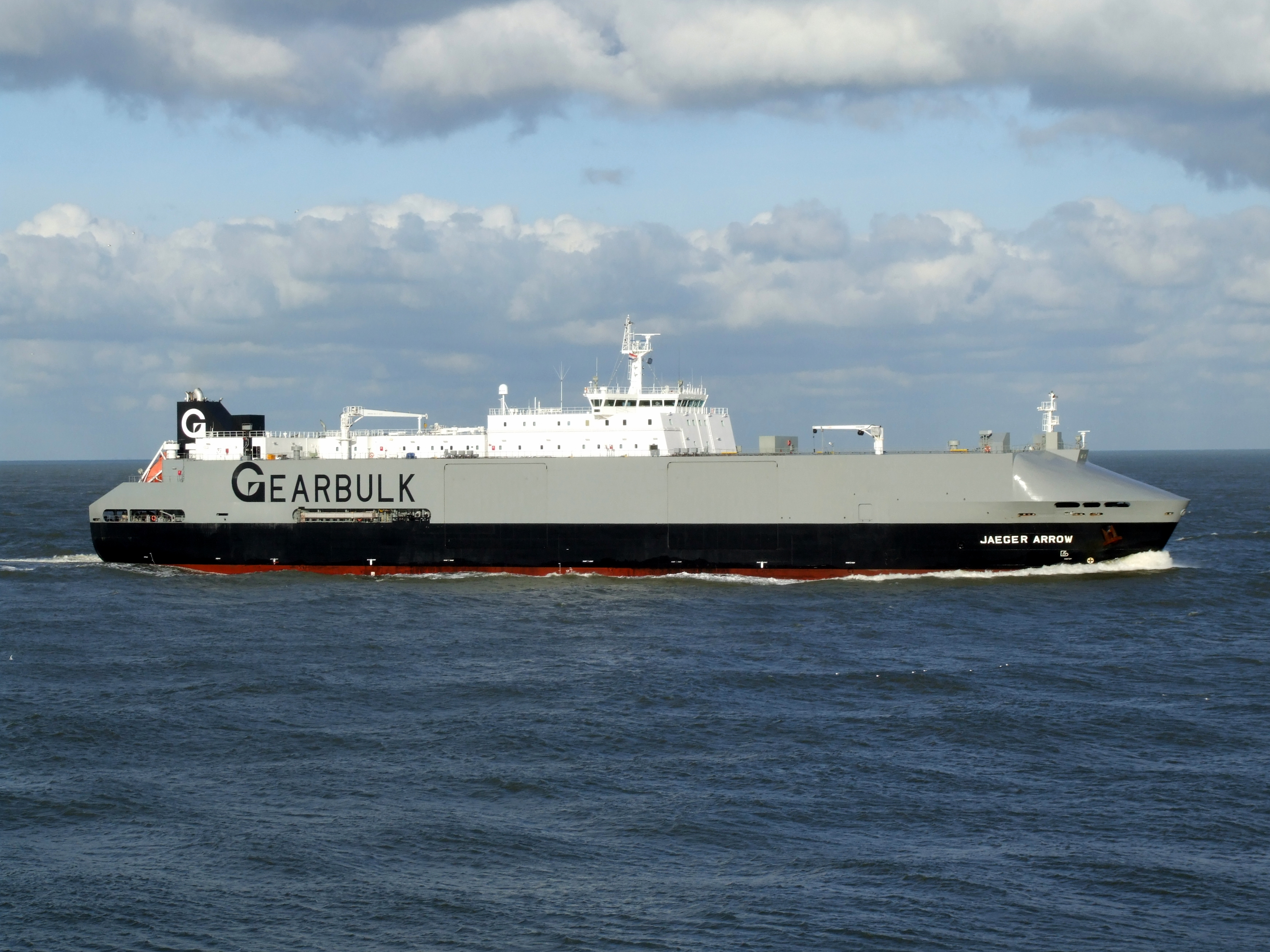
Контейнеровоз Jaeger Arrow (IMO 9215347) построенный HHI в 2001 году

На судостроительном заводе HYUNDAI (Offshore & Engineering Division), впервые в судостроительной практике, было построено судно по методу «On — ground Build» — на береговой судостроительной площадке.